# Omfalos
Omfalos är en skulptur av betong och sten som initialt uppfördes i anslutning till Lars Vilks två verk Nimis och Arx i Kullabergs naturskyddsområde. Verket skapades 1999 och är en 1,6 meter hög pelare som väger ett ton. Namnet Omfalos kommer av grekiska ομφαλός (omphalos) som betyder navel – i överförd bemärkelse "världens mitt" – och refererar till skulpturen Omphalos i templet i Delfi. Eftersom skulpturen var uppförd utan lov i ett naturskyddsområde inleddes en juridisk process för att få bort verket ifrån platsen, tillsammans med de övriga installationerna på platsen. I och med dessa juridiska processer framkom det att Vilks inte erkänner sig som skapare av skulpturen Omfalos, dock har han varit drivande i de juridiska processerna kring skulpturen varför verket på ett självklart sätt är en del av hans praktik. Till på köpet blev han av dåvarande chefsrådman Lennart Svensäter, mot sitt nekande, tilldelad konstnärskapet av skulpturen. Rättsprocessen ledde till att skulpturen forslades bort 2001 varvid konstverket skadades. Den dåvarande ägaren Ernst Billgren som köpt verket av Vilks för 10 000 kronor donerade skulpturen till Moderna museet som idag är dess ägare. Omfalos är idag ett av få verk kopplat till Vilks som införlivats i en samling.

## Rättsprocedurer
Myndigheterna, bland annat den lokala länsstyrelsen, hade motarbetat Vilks skulpturer i Kullabergs naturreservat i nästan två årtionden, från 1982. När så den tredje skulpturen Omfalos uppförts fick myndigheterna och markägaren Gyllenstiernska Krapperupsstiftelsen tillfälle att äntligen göra något. Omfalos är nämligen av normal storlek för en betongskulptur till skillnad mot de två äldre större skulpturerna Nimis och Arx, och därför gick den att forsla bort, vilket myndigheterna beslutade att göra. Vilks själv föreslog att spränga Omfalos på dagen för nobelprisets 100-årsjubileum, och ansökte om tillstånd för detta. Beslutet hemlighölls in i det sista och istället forslades alltså föremålet bort. Detta gjordes av en kranpråm i en gryningsräd den 9 december 2001. Kostnaden på 92 500 för bortforslandet av konstverket betalades av kronofogden som i sin tur krävde Vilks på beloppet. För att få ihop pengar till skulden arrangerade Vilks år 2003, i samarbete med Galleri Kronan i Norrköping, utställningen "Spiral nederbörd och andra möjliga världar". Utställningen döptes efter Arne Jones staty med samma namn som finns att beskåda utanför konstmuseet i Norrköping. Utställningen som bestod av teckningar och texter byggde delvis på turerna kring Omfalos-dramat och delvis på temat sparåtgärder.

### Vidare turer
Ägaren vid tillfället för bortforslingen var Ernst Billgren som hade köpt skulpturen för 10 000 kr. Trots uppmaningar att inte skada Omfalos skedde så, och Lars Vilks stämde myndigheterna på skadestånd för detta.
Skulpturen hamnade 2003 på Moderna Museet där den också visades. Några månader senare flyttades den, på initiativ av ägarna till hotell Kullaberg, tillbaka till halvön Kullen men inte till platsen för det ursprungliga uppförandet utan till Mölle. Vilks ansökte om och uppförde 27 februari 2002 ett litet minnesmärke över Omfalos på den ursprungliga platsen vilket beviljades av Länsstyrelsen.